# Майер, Томас
Томас Майер  (род. апрель 1957, Пфорцхайм, Баден-Вюртемберг) — немецкий дизайнер, в прошлом креативный директор итальянского бренда предметов роскоши Bottega Veneta.

## Биография
Родился в семье архитекторов. В детстве посещал Вальдорфскую школу, затем переехал в Париж, где учился в Chambre Syndicale de la Haute Couture (Школа при парижском Синдикате высокой моды). В ходе карьеры Майер сотрудничал с Домами моды и брендами предметов роскоши во Франции, Италии и Германии, в числе которых Guy Laroche, Sonia Rykiel, где он в течение восьми лет занимался моделированием мужской одежды, а также Revillon, где он четыре года работал креативным директором. На протяжении девяти лет Майер отвечал за создание женской одежды прет-а-порте в компании Hermès, где он также занимался дизайном изделий из кожи и аксессуаров. В 1999 году он расторг все контракты и переехал во Флориду.
В июне 2001 года Том Форд предложил Майеру должность креативного директора Bottega Veneta после того, как компания была приобретена группой Kering.
В период между 2001 и 2011 годами Майер увеличил продажи Bottega Veneta на восемьсот процентов.
В 1997 году дизайнер основал собственный бренд Tomas Maier, а в 1998 году запустил в работу фирменный интернет-магазин. Позднее во Флориде и Хэмптоне открылись ещё три фирменных бутика.

## Награды
- 2004: GQ Germany Award — Человек года в категории «Международная мода»
- 2006: US Luxury Institute Award — Бренд Bottega Veneta получил титул «Самый престижный бренд модной одежды для женщин»
- 2006: London Walpole Award — Бренд Bottega Veneta получил титул «Лучший международный бренд»
- 2007: German Forum Preis Award от TextilWirschaft — номинация «Творчество и исключительность в дизайне»
- 2007: FGI «Rule Breakers»
- 2007: Elle Style Hong Kong Award — «Лучший международный дизайнер аксессуаров»
- 2007: DNR Award — Дизайнер года
- 2007: Wallpaper Award — Стол-книжный шкаф Bottega Veneta был удостоен титула «Лучший книжный шкаф»
- 2009: ACE Award — Дизайнер года
- 2012: Accademia del Profumo — Бренд Bottega Veneta представил свои парфюмы и получил титулы «Лучший парфюмерный бренд» и «Лучший итальянский бренд»